# Елицы (Новгородская область)
Елицы — деревня в Старорусском районе Новгородской области в составе Наговского сельского поселения.

## География
Находится в южной части Новгородской области на расстоянии приблизительно 22 км на запад по прямой от железнодорожного вокзала города Старая Русса.

## История
На карте 1847 года уже была обозначена как сельцо. В 1908 году здесь (деревня Старорусского уезда Новгородской губернии) было учтено 26 дворов.

## Население
Численность населения: 133 человека (1908 год), 9 (русские 89 %) в 2002 году, 10 в 2010.